# Василевски, Одри
О́дри Василе́вски (англ. Audrey Wasilewski; род. 26 июня или 25 сентября 1967, Мэриленд или Пенсильвания, США) — американская актриса, продюсер, сценарист и дизайнер по костюмам.

## Биография
Она училась в Католическом университете Америки в Вашингтоне, округ Колумбия.
В начале своей карьеры Одри выступала во многих кинотеатрах DC, включая Woolly Mammoth, The Source и Kennedy Center. В настоящее время она работает в Лос-Анджелесе в качестве актрисы и режиссёра.
Одри Василевски замужем за актёром Лайлом Канаузом с 1993 года и они владеют домами в Лос-Анджелесе и Техасе.

## Избранная фильмография
| Год       |    | Русское название                 | Оригинальное название             | Роль                                        |
| --------- | -- | -------------------------------- | --------------------------------- | ------------------------------------------- |
| 1997—2000 | с  | Нас пятеро                       | Party of Five                     | Официантка / Любовница Труди                |
| 1998      | тф | Джиа                             | Gia                               | Секретарша Вильгельмины                     |
| 1999      | ф  | Это всё она                      | She's All That                    | Студентка                                   |
| 1999      | с  | Сабрина — маленькая ведьма       | Sabrina the Teenage Witch         | Клерк                                       |
| 2000      | мф | Скуби-Ду и нашествие инопланетян | Scooby-Doo and the Alien Invaders | Лора                                        |
| 2000      | мс | Джонни Браво                     | Johnny Bravo                      | Доктор Рейчел Леви                          |
| 2000      | с  | Элли Макбил                      | Ally McBeal                       | Морин Рингер                                |
| 2000      | ф  | Чего хотят женщины               | What Women Want                   | секретарь с датчанином / секретарь на кухне |
| 2001      | с  | Зачарованные                     | Charmed                           | Натали                                      |
| 2003      | ф  | Любовь по правилам и без         | Something’s Gotta Give            | медсестра в Хэмптонсе                       |
| 2005      | с  | Клиент всегда мёртв              | Six Feet Under                    | Маша                                        |
| 2009      | с  | 10 причин моей ненависти         | 10 Things I Hate About You        | Карла                                       |
| 2014      | с  | Бесстыжие                        | Shameless                         | Энн Мэтлок                                  |
| 2017      | с  | Жизнь Харли                      | Stuck in the Middle               | Лео                                         |
| 2020      | ф  | Империя комаров                  | Mosquito State                    | Салли, секретарша                           |
| 2021      | с  | Детство Шелдона                  | Young Sheldon                     | Джоанн                                      |
| 2022      | ф  | Всё везде и сразу                | Everything Everywhere All at Once | офицер Альфа-RV                             |